# Portada/efemèride novembre 4
Emília Sureda i Bimet
« 3 de novembre · 4 de novembre · 5 de novembre »